# Râul Mulești
Râul Mulești este un curs de apă, afluent al râului Valea Mare. 